# Kanuma (Gambia)
Kanuma ist eine Ortschaft im westafrikanischen Staat Gambia.
Nach einer Berechnung für das Jahr 2013 leben dort etwa 1332 Einwohner, das Ergebnis der letzten veröffentlichten Volkszählung von 1993 betrug 900.

## Geographie
Kanuma, in der North Bank Region im Distrikt Lower Niumi, liegt am nördlichen Ufer des Gambia-Flusses. Der Ort liegt ungefähr fünf Kilometer nordöstlich von Barra, an der Straße nach Amdalai an Grenze Senegals.
Nahe Kanuma liegt das Hauptquartier des Niumi National Park.